# Shyne
Shyne, a właściwie Jamal Michael Barrow (ur. 8 listopada 1978 w Belize) to raper belizeńsko-izraelskiego pochodzenia. Jest synem premiera Belize – Deana Barrowa. Urodził się w Belize City, jednak w wieku 13 lat przeniósł się do USA do Nowego Jorku. Jamal Barrow jest ortodoksyjnym Żydem, mieszka obecnie w Jerozolimie oraz przyjął również imię Moses Levi

## Kariera

### Początki kariery
W 1998 Shyne został zauważony przez producenta Clarka Kenta, który stwierdził, że jego głos jest podobny do głosu Notorious'a B.I.G.'a. Clark Kent pracował wówczas nad jego albumem Born Again.
Niedługo później dołączył do wytwórni Bad Boy Records, której nakładem w 2000 wydał swój debiutancki album Shyne, którego producentem był Sean „P. Diddy” Combs.

## Dyskografia
| Rok  | Album | Pozycja w notowaniu | Pozycja w notowaniu | Pozycja w notowaniu | Certifikaty  |
| Rok  | Album | US                  | US R&B              | US Rap              | Certifikaty  |
| ---- | --- | ------------------- | ------------------- | ------------------- | ------------ |
| 2000 | Shyne - Wydany: 26 września 2000 - Wytwórnia: Bad Boy Records/Arista Records - Format: CD, kaseta, digital download               | 5                   | 2                   | *                   | - USA: złoto |
| 2004 | Godfather Buried Alive - Wydany: 10 sierpnia 2004 - Label: Gangland Records/Def Jam Recordings - Format: CD, LP, digital download | 3                   | 1                   | *                   | - USA: złoto |